# 司馬肜
司馬肜（3世紀—302年6月18日），字子徽，西晋宗室，河內溫縣人。司馬懿第八子，张夫人所生。司馬肜在晉官至太宰、領司徒，晉惠帝即位後即身居要職直到死亡，不是在朝中以任宰輔要職就是出鎮關中要地。然而，期間卻無甚政績，甚至在討伐齊萬年時故意陷害，讓與其有怨的周處兵敗戰死；趙王司馬倫篡位期間司馬肜亦居其高職。故死後為博士蔡克批評。

## 生平

### 雍容貴戚
司馬肜清白顯貴，謙虛謹慎，但沒甚麼才能。嘉平二年（250年），司馬肜以司馬懿尊貴而受封平樂亭侯。咸熙元年（264年），魏復建五等爵，司馬肜改封开平子。泰始元年（265年），晋武帝篡魏建晉，封叔父司馬肜為梁王，封邑五千三百五十八户。
後司馬肜到封國就藩，迁北中郎将，督鄴城守事。其時当时诸王能夠自选官属，司马肜以汝阴郡上计吏张蕃为中大夫。张蕃本名張雄素无品行，其妻劉氏本是曹爽的教坊歌伎，他本人又往来何晏居所，放縱作奸淫之事。高平陵之變後，张蕃被徙河间，改成現名结交司马肜。此事被有关部门所奏，司马肜被削一县，但至咸宁年间，又以陈国、汝南郡的南顿增封为次国。太康年间，司马肜接替孔恂监豫州军事，加平东将军，镇守许昌。不久，司马肜又以本官代下邳王司马晃监青州徐州军事，进号安东将军。

### 公報私仇
元康元年（291年），司馬肜转征西将军，都督关中諸军事，领护西戎校尉，又加侍中，进督梁州。同年再征为卫将军、录尚书事，行太子太保，给千兵百骑。元康六年（296年），由於趙王司馬倫賞罰失當導致氐羌大亂，朝廷就徵還他，再以司馬肜再为征西大将军，都督凉州、雍州诸军事，再鎮關中，置左右长史、司马。並领西戎校尉，屯守好畤，督建威将军周处、振威将军卢播等讨伐稱帝的氐人齐万年。周處任御史中丞時不畏強權，曾經上奏其犯罪行為，令司馬肜很怨恨他。現在既督周處，司馬肜意欲報復，讓安西將軍夏侯駿派五千兵給周處逼他進攻六陌的齊萬年軍隊。臨戰時，司馬肜不管周處的士兵還未吃飯仍促令其進攻作戰，又下令斷絕其後援，置周處於死地，最終周处勇戰陣亡。朝廷怪罪司馬肜為報私怨不惜令將領陣亡，致令討伐失敗，但因其身份亦不敢加罪。元康九年（299年），朝廷新派孟觀出兵平定齊萬年，同時徵召司馬肜還朝，拜大将军、尚书令、领军将军、录尚书事。

### 附於趙王
元康九年（299年）十二月，因皇后贾南风陷害，惠帝下诏命尚书和郁持节与解结、司马肜、淮南王司马允、前将军东武公司马澹、司马伦、太保何劭等去东宫抓捕太子司马遹，废为庶人。
永康元年（300年），司馬肜与赵王司马伦废贾南风。司馬倫把持朝政，以司马肜为太宰、守尚书令，增封二万户。當時有天象變異，占卜结果是“不利上相”。司馬倫心腹中書令孫秀害怕司马伦受灾，于是改司徒为丞相，並授予司马肜，假装崇进，其实是想让他应災。有人说：“司马肜无权，這沒幫助呀。”而司马肜虽然不知道司马伦的真实意图，亦因为此职无权而堅決辭让，不肯接受。永康二年（301年），司马伦篡位，以司马肜为阿衡，给武贲百人，轩悬之乐十人。同年司马伦败亡，齊王司馬冏主政，以司马肜为太宰，领司徒，又代高密王司马泰为宗师。

### 諡號之議
永寧二年五月乙酉（302年6月18日），司马肜去世，丧葬依汝南文成王司马亮故事。博士陈留人蔡克议谥号：「司馬肜位居宰相，责深任重，皇族中尊貴而血緣亲近，而且是宗师，是朝野都仰望曕視的人。但大事來時，沒有堅定的志節；危難來時，不能舍生取义；愍懷太子被廢時，沒聽過他有一句諫言；淮南王起兵之時，不能隨勢支持義舉；赵王伦篡逆時，他人不能主動抽身。宋國時有荡氏之乱，右師华元自覺不能繼續做下去，說『我所掌管的是對國君和臣下的教導。現在公室的地位低下，卻不能撥亂反正，我的罪過大了。』區區宋國，尚且有不尸位素餐的臣子，何況當今帝王之朝，居然有苟且容身的宰相，這樣不加以貶抑，法度還怎能施行！依照《谥法》‘不勤成名曰灵”，司馬肜見義而不為，不可稱為勤，應該諡靈。」梁国常侍孙霖及司马肜亲党口称冤枉，臺省亦稱：“贾氏专权，赵王伦篡逆，皆強力控制朝野，肜逼於形势不能離去，現在指責他不能主動離開朝中，理據何在？”蔡克再論：“肜是宗室重臣，國家遇亂而不能匡復，主上跌倒而不能扶，不是為相的所為。故此《春秋》說华元及乐举無人臣之道。而且贾氏的殘酷和暴烈根本及不上吕后，而呂后時王陵尚可以閉門不朝；赵王伦無道也根本比不上殷纣，而微子尚可以離紂王而去。即使是當今，太尉陈準這樣的異姓者，他的弟弟陳徽甚至曾經助淮南王允進攻司馬倫，但他也能夠託稱疾病而退位，不事偽朝。為甚麼肜是司馬倫的兄長，反而獨獨不能離場？赵盾當日進諫不獲聽從，出走不遠，都不免指責，何況肜不能離開其位，還事奉偽主？這應該依從之前的結果，對其加以貶抑，以推廣為人臣的節義，崇明事君之道。”朝廷本來真的要聽從蔡克，但司马肜的故吏一直糾纏，最終還是改諡号为孝。

## 性格特徵
司马肜無甚才能，而屢居高位，出鎮關中討伐齊萬年害死周處後，中書令陳準及中書監張華稱他與之前守關中的趙王倫都是「雍容貴戚，進不貪功，退不懼罪，士卒雖眾，不為之用，周處喪敗，職此之由。」而在關中，司馬肜的一次大会中曾对参军王铨说：“我从兄为尚书令（時任尚書令高密王司馬泰），不能享受權力。權力是難得呀。”王铨回答：“公在此独享大權，也難呀。”司马肜问：“长史中誰有權？”王铨回答：“是卢播。”司马肜說：“他只是家吏，別提他了。”王铨说：“天下都是家吏，那王法就不用施行了。”司马肜又說：“我在长安，有甚麼做得不好的！”並指著自己身上單衣以及補過的帳幔，以示自己清簡。王铨卻答道：“朝野都希望公舉薦賢才，令不仁者疏遠皇帝。而身居公輔，用衣服和帳幔去表示自己清簡，不足稱道。”司马肜聽後有惭愧之色。

## 家庭

### 父母
- 司马懿
- 张夫人，司马懿的妾室

### 王妃
- 王粲，北海郡太守王豹孙女，司空、东武景侯王基幼女，284年死。[9]

### 後嗣
- 司馬禧，本武陵王司马澹子，因司马肜无子而過繼給他。永嘉之亂時被殺。後東晉繼續傳嗣梁國，一直維持至晉末

## 延伸阅读
[在维基数据编辑]
 《晉書·卷038》，出自房玄齡《晉書》